# غرفة (تونس)

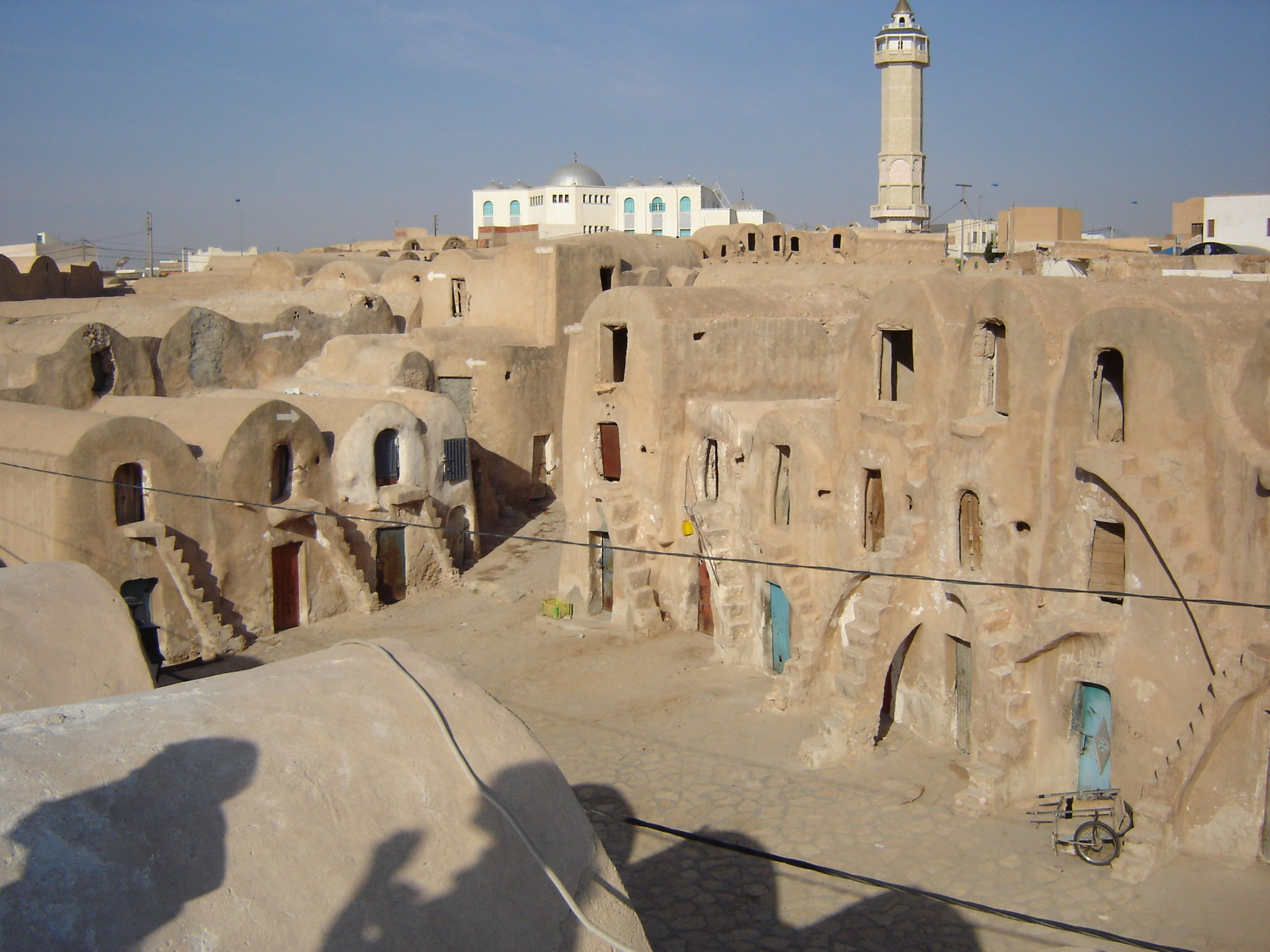
غرفة في مدنين (تونس)

غرفة، هي العنصر الأساسي للقصر الموجود في المغرب العربي.
الغرفة هي نوع من مخازن الحبوب المستخدمة لتخزين المواد الغذائية: الحبوب في الجزء السفلي والزيتون والجبن في الجزء العلوي. يتم توفير التهوية من خلال فتحتين في الجدران الخارجية والداخلية لإنشاء تيار هوائي. لهذه الحجرات المقببة شكل قبة نصف أسطوانية وهي مغلقة من خارج القصر ومزودة بباب يفتح على الفناء. يمكن لكل قصر أن يكون من طابق واحد إلى ستة طوابق مع مئات الغرف (في المتوسط 200). قصر أولاد سلطان يحمل رقماً قياسياً بـ 400 غرفة.
ما لم تكن تنتمي إلى نفس القبيلة، فلا يتواصل اثنان من غرفتين متجاورتين، كما أن المساحة المرتبة بينهما أحيانًا تجعل من الممكن إخفاء المنتجات القيمة.

## معرض

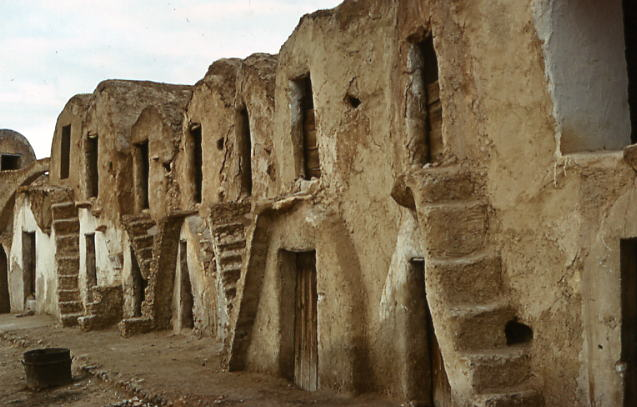
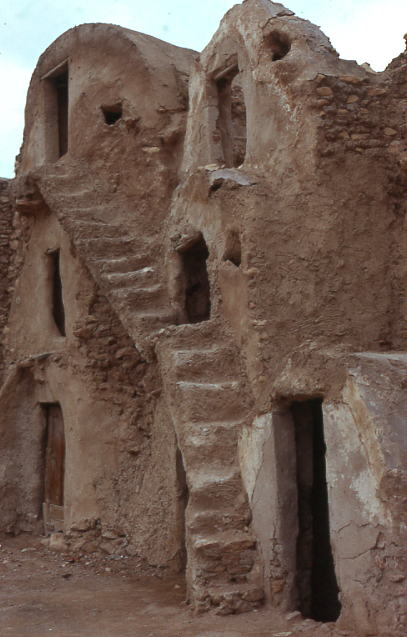
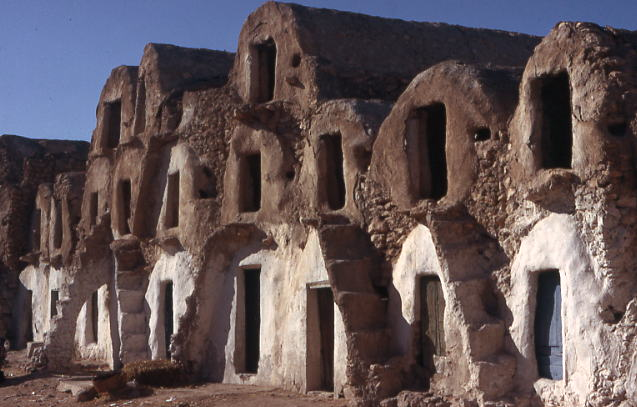
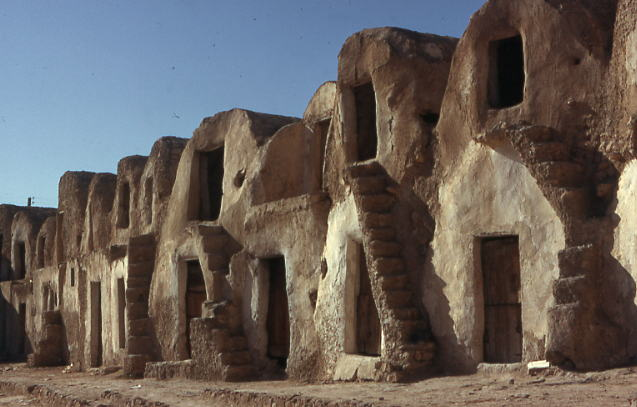

## قائمة المراجع
- هادي بن وزدو (2001). Découvrir la Tunisie. De Matmata à Tataouine. Ksour, jessour et troglodytes (بالفرنسية). p. 37-41. ISBN:9973-31-853-6. HBO.